# Hellmuth von Rabenau

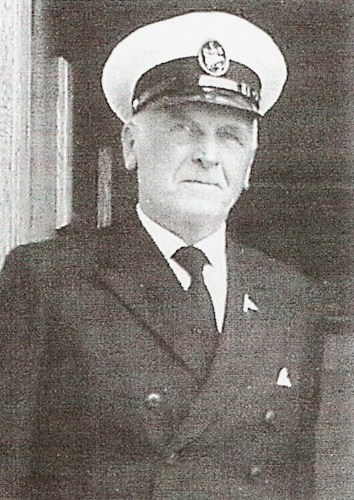
Hellmuth von Rabenau

Otto Karl Hellmuth von Rabenau (* 26. Januar 1885 in Schweidnitz, Niederschlesien; † 19. Dezember 1970 in Prien am Chiemsee, Bayern) war ein deutscher Fregattenkapitän und langjähriger Leiter der Chiemsee Yachtschule im Deutschen Hochseesportverband HANSA.

## Leben
Hellmuth von Rabenau entstammte dem ursprünglichen meißnischen, später schlesischen Adelsgeschlecht von Rabenau und war der Sohn des königlich preußischen Staatsanwalts Paul von Rabenau (1853–1890) und der Klara Heinemann (1858–1937). Eines seiner drei Geschwister war Eitel-Friedrich von Rabenau.
Rabenau besuchte das Domgymnasium Naumburg und trat anschließend 1903 in die Kaiserliche Marine ein. Als junger Oberleutnant zur See war er von August 1914 bis April 1917 „militärischer Begleiter“ und damit Erzieher in militärischen Fragen des preußischen Prinzen Sigismund, Sohn des Kaiserbruders Prinz Heinrich. Erst in der letzten Phase des Ersten Weltkriegs erhielt er vom 15. Dezember 1917 bis zum 15. September 1918 das Kommando über das U-Boot U 67.
Nach seinem Ausscheiden aus der Marine am 31. August 1920 im Rang eines Korvettenkapitäns studierte er Rechtswissenschaft an der Universität Kiel, brach das Studium aber schon nach drei Semestern ab und begann wohl aus finanziellen Gründen eine Tätigkeit bei der Albingia-Versicherungsgesellschaft in Hamburg, denn er war bereits verheiratet und hatte zwei Töchter, 1930 wird Sohn Sigismund geboren, benannt nach dem Preußen-Prinzen.
Im Jahr 1931 machte sich Rabenau in Berlin als Versicherungsmakler selbständig. Als 1934 an der Mädchen-Segelschule am Chiemsee der Posten des Schulleiters neu besetzt werden sollte, erinnerte man sich an Rabenau, der als Prinzen-Erzieher bereits pädagogische Fähigkeiten bewiesen hatte. Während der folgenden Jahre erwies er sich tatsächlich als kompetenter Yachtschulleiter. Zusätzlich betrieb er intensive Öffentlichkeitsarbeit, war Autor zahlreicher Beiträge in Fachzeitschriften und ab Frühjahr 1936 auch Herausgeber des eigenen Informationsblattes „Die Flüstertüte“ als Beilage zur DHH-Mitgliederzeitschrift „Flagge“. Nach Anpachtung eines neuen Grundstücks wurde die Mädchen-Segelschule im Jahr 1936 offiziell in „Chiemsee-Yachtschule“ (CYS) umbenannt.
Auch nach Ausbruch des Zweiten Weltkriegs am 1. September 1939 wurde der Schulbetrieb am Chiemsee fortgesetzt. Im Sommer 1941 bis 1942 wurde die CYS für die Ausbildung von Seeoffizieren genutzt, deren Leitung Rabenau zusätzlich übernahm. Die Segelsportlehrgänge der Yachtschule wurden solange nach Tutzing am Starnberger See verlegt, wo Rabenau einmal wöchentlich die Prüfungen abnahm. 1943 wurde die CYS zum Wehrertüchtigungslager für die Marine-Hitlerjugend umgenutzt und auch diesmal sollte Rabenau die Leitung übernehmen, gemeinsam mit einem HJ-Führer. Doch Rabenau lehnte ab.
Stattdessen ging er zur „Bildungsinspektion“ der Kriegsmarine und leitete die Eignungsprüfungen der Offiziersbewerber in Wilhelmshaven. Schließlich wurde er in Norwegen, später in Glücksburg als Leiter der Segellehrgänge des Reichserziehungsministeriums eingesetzt.
Im April 1945 wurde Rabenau als Fregattenkapitän aus der Kriegsmarine entlassen. Die Chiemsee-Yachtschule war von den Amerikanern beschlagnahmt worden. Rabenau führte deshalb ab 1949 am Chiemsee mit seiner eigenen Segelyacht private Segelkurse durch, um Geld für den Unterhalt seiner Familie zu verdienen, und wurde durch frühere CYS-Angehörige beim Aufbau einer neuen Segelyachtflotte unterstützt. Im Herbst 1953 gaben die Amerikaner die Segelschule wieder frei, am 29. Mai 1954 wurde die Chiemsee-Yachtschule wiedereröffnet und Rabenau wieder als Schulleiter angestellt. Durch seine als Marineoffizier alter Schule geprägte Persönlichkeit genoss er bei seinen Lehrgangsteilnehmern großes Ansehen und Respekt. Im Laufe der Zeit konnte er die Lehrgangskapazität von anfangs 70 auf knapp 400 Lehrgangsteilnehmer pro Jahr steigern. Am 1. Juni 1957 wurde er von Kapitän zur See a. D. Erich Heymann formal abgelöst, stand diesem aber noch drei Monate als Berater zur Seite und ging dann in den Ruhestand. Er lebte bis zu seinem Tod mit 85 Jahren (1970) in Rimsting am Chiemsee.
Rabenau heiratete am 12. Februar 1915 in Berlin-Wilmersdorf Ilse Grünwald (* 1. Februar 1897 in Berlin; † 23. Februar 1956 in Prien), die Tochter des Wirklichen Geheimen Kriegsrates Dr. jur. Friedrich Grünwald und der Nataly von Grawert.